# Звенигородська сільська рада (Пустомитівський район)
Звенигородська сільська рада — орган місцевого самоврядування у Пустомитівському районі Львівської області з адміністративним центром у с. Звенигород.

## Загальні відомості
Історична дата утворення: в 1940 році. Водоймища на території, підпорядкованій даній раді: річки Білка-Люта, Коцурівка.

## Населені пункти
Сільраді підпорядковані населені пункти:
- c.Звенигород
- c.Відники
- c.Гринів
- c.Коцурів
- c.Шоломинь

## Склад ради
- Сільський голова: Толопко Наталія Андріївна
- Секретар сільської ради:
- Загальний склад ради: 20 депутатів

### Керівний склад ради
| ПІБ                         | Основні відомості                                                 | Дата обрання | Дата звільнення |
| --------------------------- | ----------------------------------------------------------------- | ------------ | --------------- |
| Смілянець Ірина Ярославівна | Сільський голова, 1951 року народження, освіта                    | 26.03.2006   | 31.10.2010      |
| Толопко Наталія Андріївна   | Сільський голова, 1966 року народження, освіта вища, позапартійна | 31.10.2010   |                 |

Примітка: таблиця складена за даними джерела

### Депутати
Результати місцевих виборів 2010 року за даними ЦВК:
| № зп | № округу | Прізвище, ім'я, по батькові        | Дата визнання обраним | Відомості про обраного депутата                                                                                           |
| ---- | -------- | ---------------------------------- | --------------------- | --- |
| 1    | 1        | Головатий Богдан Олегович          | 01.11.2010            | Освіта вища, позапартійний, ВАТ ЛуАЗ, інженер-конструктор                                                                 |
| 2    | 2        | Чорна Марія Ярославівна            | 01.11.2010            | Освіта вища, член Партії «Демократичний Союз», Бібліотека с. Шоломинь, завідувачка-бібліотекар                            |
| 3    | 3        | Головатий Олег Іванович            | 01.11.2010            | Освіта середня, позапартійний, тимчасово не працює                                                                        |
| 4    | 4        | Морикишка Микола Іванович          | 01.12.2010            | Освіта вища, позапартійний, Звенигородська загальноосвітня школа, вчитель                                                 |
| 5    | 5        | Орач Ганна Зеновіївна              | 01.11.2010            | Освіта вища, позапартійна, Звенигородська загальноосвітня школа, вчитель                                                  |
| 6    | 6        | Гула Зеновій Петрович              | 01.11.2010            | Освіта середня, позапартійний, Звенигородська загальноосвітня школа, інструктор                                           |
| 7    | 7        | Корнас Михайло Дмитрович           | 01.11.2010            | Освіта середня, позапартійний, тимчасово не працює                                                                        |
| 8    | 8        | Клочко Ігор Євгенійович            | 01.11.2010            | Освіта середня, позапартійний, ЛМДКЛ, охоронець                                                                           |
| 9    | 9        | Порада Іван Григорович             | 01.11.2010            | Освіта середня, позапартійний, тимчасово не працює                                                                        |
| 10   | 10       | Копій Надія Львівна                | 01.11.2010            | Освіта вища, позапартійна, МКЛ № 4, лікар                                                                                 |
| 11   | 11       | Дьорка Володимир Григорович        | 01.11.2010            | Освіта вища, позапартійний, приватний підприємець                                                                         |
| 12   | 12       | Іжовський Володимир Максимович     | 01.11.2010            | Освіта середня, позапартійний, тимчасово не працює                                                                        |
| 13   | 13       | Онисько Богдан Іванович            | 01.11.2010            | Освіта вища, позапартійний, Львівська обласна державна адміністрація управління внутрішньої політики, головний спеціаліст |
| 14   | 14       | Костів Марія Євгенівна             | 01.11.2010            | Освіта вища, позапартійна, Інститут біології, маркетолог                                                                  |
| 15   | 15       | Пінчук Руслан Георгійович          | 01.11.2010            | Освіта вища, позапартійний, ВАТ Укртелеком, працівник                                                                     |
| 16   | 16       | Похмурський Володимир Євстахійович | 01.11.2010            | Освіта вища, позапартійний, тимчасово не працює                                                                           |
| 17   | 17       | Козак Ігор Іванович                | 01.11.2010            | Освіта середня спеціальна, позапартійний, приватний підприємець                                                           |
| 18   | 18       | Величко Олександра Борисівна       | 01.11.2010            | Освіта середня, позапартійна, Народний дім с. Гринів, директор                                                            |
| 19   | 19       | Ватуляк Михайло Васильович         | 01.11.2010            | Освіта вища, позапартійний, Ліга українських меценатів, віце-президент                                                    |
| 20   | 20       | Морикишка Любомир Степанович       | 01.11.2010            | Освіта вища, позапартійний, тимчасово не працює                                                                           |